# Hubert Huber (Künstler)
 Hubert Huber  (* 1956 in Gurlarn, OT von Fürstenzell) ist ein deutscher zeitgenössischer Künstler und Bildhauer.

## Werdegang
Huber absolvierte von 1978 bis 1981 eine Holzbildhauerlehre, seitdem ist er freischaffend. Außer aus Holz erschafft er Objekte aus anderen Materialien, digitale Kunst und Lichtinstallationen. 1989 wurde er Mitglied der Künstlergruppe „AR 83 GE“, 1990 Initiator und Gründungsmitglied der Produzentengalerie Passau. Seit 1987 ist er regional und bundesweit engagiert im Berufsverband Bildender Künstler (BK), 1990 bis 1994 als Bundesvorsitzender. Huber konzipiert und organisiert Kunstprojekte an Schulen, nationale und internationale Kunstsymposien und Kunstausstellungen. Er ist verheiratet und hat zwei Kinder.

## Gremien und Organisationen
- seit 1987 Vorsitzender des Berufsverbandes Bildender Künstler (BBK) Niederbayern
- seit 1987 in zahlreichen Funktionen im BBK Landesverband Bayern tätig
- 1990 bis 1994 Vorsitzender des BBK Deutschland
- seit 1992 Initiator und Motor für das „Kulturmodell Bräugasse“ in Passau
- seit 1997 Beirat des Kunstvereines Passau
- seit 2005 Kuratoriumsmitglied der Dr. Franz und Astrid Ritterstiftung
- 2012 bis 2023 Mitglied der Künstlergruppe Parz (A) - Auflösung
- 2012 bis 2023 Vorsitzender der Freunde und Förderer der Staatlichen Fachschule für Keramik in Landshut e. V.
- 2012 bis 2018 Kulturbeirat der Stadt Passau

## Ausstellungen (Auswahl)
- 2024 Neue Medien in der Galerie U Radnice in Tabor/Tschechien
- 2023 100 Jahre/100 Werke der Innviertler Künstlergilde in der Schloßgalerie Schärding (Gemeinschaftsausstellung)
- 2022 ...newa... Hubert Huber in der Produzentengalerie Passau
- 2021 MassimoBallardin FabioGuerra LuigiTurra & BelindaGuerriero HubertHuber "MélanHýdōr" in der Produzentengalerie Passau
- 2020 ...ver...rue...ckt... Produzentengalerie Passau
- 2020 F E N S T E R Kunstprojekt von Hubert Huber mit Werken von Kulturschaffenden aus der ganzen Welt! Fotoüberlagerungen in das "FENSTER LABORATORI THIENE"
- 2019/2020 mmk...wpa Lichtinstallation im Museum Moderner Kunst Wörlen Passau
- 2019 Wanderlust Bayern-Galicien
- 2018 Symphonie aus Licht und Klang
- 2017 Lichtprojekt Luther 2017
- 2016 .b.e. hubert huber Landkreisgalerie Passau
- 2015 Tag des offenen Denkmals Eisperformance
- 2014 Blau...nau... Lichtinstallation während der Europäischen Wochen
- 2013 Anstoss – Parzer Künstlergruppe – Hellmonsödt (A)
- 2012 Konzept – Hubert Huber Produzentengalerie Passau
- 2011 ..nau…, Weinstadtmuseum Krems
- 2010 Parzer Künstlergruppe in Gaeta Italien
- 2009 Kontakte 2009 im Schloß Parz Österreich
- 2008 Licht08 Dreiländermesse Passau und Messe Rosenheim
- 2007 Maastricht art Treaty, Holland
- 2007 Nepomuk, Bratislava
- 2006 din A4, Málaga
- 2005 Juan de Nepomuceno, Ávila
- 2004 Nepomuk, Europäisches Parlament in Brüssel
- 2004 Nepomuk, Kulturzentrum der Österreichischen Botschaft in Prag
- 2004 Nepomuk, Erzbischöfliches Dom- und Diözesanmuseum Wien
- 2003 Ausstellung in Krasnoyarsk Russland
- 2002 Form und FarbeMusee Edgar Melik - Chateau de Baries, Frankreich
- 2001 ..brau…, Galerie Margret Lafontaine, St. Ingbert
- 2000 AURA, Cangas de Onís
- 1999 Monotypien, Städtische Galerie Bad Griesbach im Schwarzwald
- 1999 Monotypien, Haus der Kultur, Bonn
- 1998 Brauereifrottagen, Cafe Egon Schiele Art Centrum Český Krumlov
- 1997 Brauereifrottagen, Ruthless Gripp Art Projekt in Washington D.C.
- 1996 Bahnhofs – Frottagen, Galerie Arte N., München
- 1996 Foyer – Galerie im Theater am Dom, Köln
- 1995 Münchner Stadtmuseum
- 1994 Plastik-Druck, Galerie Anais, München
- 1993 10 Bildhauer aus Bayern, Schmalkalden
- 1992 Galerie des Westens, Bremen
- 1991 Galerie Hofmeister Massing, Produzentengalerie Passau
- 1990 Gesichter Galerie am Maxwehr Landshut
- 1989 Gesichter Hotel Kaiserhof Landshut
- 1988 Kunst oder Kitsch Landau
- 1987 Spuren in Landau
- 1986 Galerie Atmo München
- 1985 Sparkasse Recklinghausen
- 1984 Sparkasse Neuhaus

## Sammlungen (Auswahl)
- Bayerische Staatsgemäldesammlung
- Bistum Passau
- Bundesministerium der Verteidigung
- Egon Schiele Art Centrum Krumau (CZ)
- Förderschule Vilshofen
- Finanzamt Passau/Zweigstelle Bad Griesbach
- Freilichtmuseum Finsterau
- Gemeinde Salzweg
- Handwerkskammer Niederbayern/Oberpfalz
- Industrie- und Handelskammer Niederbayern
- Klinikum Passau
- Knorr-Bremse AG
- Landkreis Passau
- Musee Edgar Melik Chateau de Cabries (F)
- Museum Moderner Kunst Passau
- Passauer Neue Presse
- Sparkasse Passau
- Stadt Grafenau
- Stadt Bad Griesbach
- Stadt Hauzenberg
- Stadt Passau
- Stadt Plattling
- Stadt Prachatice (CZ)
- Stadt Volary (CZ)
- Universität Passau

## Auszeichnungen
- 2001: Kulturpreis des Landkreises Passau
- 2005: Kulturmedaille des Landes Oberösterreich
- 2009: St. Anna Preis – Julbach
- 2013: Ehrennadel der Innviertler Künstlergilde
- 2015: Preis „Brückenbauer 2015“ vom Centrum Bavaria Bohemia
- 2016: Kulturpreis des Bezirks Niederbayern
- 2016: Kultureller Ehrenbrief der Marktgemeinde Fürstenzell
- 2019: Kultureller Ehrenbrief der Stadt Passau
- 2019/2020: Kulturpreis des Rotary-Clubs Passau Dreiflüssestadt
- 2020: Bayerische Verfassungsmedaille in Silber[1]